# سيرخي كريفتسوف
سيرجي أندريوفيتش كريفتسوف (بالأوكرانية: Сергій Андрійович Кривцов) هو لاعب كرة قدم أوكراني في مركز الدفاع ولد في يوم 15 مارس 1991 في مدينة زابوريجيا في أوكرانيا، يلعب حالياً مع نادي شاختار دونتسك في أوكرانيا وسبق له اللعب مع نادي ميتالوره زابورجيا، بدأ باللعب مع منتخب أوكرانيا لكرة القدم في سنة 2011 ويبلغ طوله 186 سم.

## روابط خارجية
- سيرخي كريفتسوف على موقع الاتحاد الدولي (مؤرشف)  (الإنجليزية)
- سيرخي كريفتسوف على موقع الاتحاد الأوربي (الإنجليزية)
- سيرخي كريفتسوف على موقع اتحاد أوكرانيا (الإنجليزية)
- سيرخي كريفتسوف على موقع الدوري الأمريكي (الإنجليزية)
- سيرخي كريفتسوف على موقع إي إس بي إن إف سي (الإنجليزية)
- سيرخي كريفتسوف على موقع قاعدة بيانات كرة القدم.إي يو (الإنجليزية)
- سيرخي كريفتسوف على موقع ناشيونال فوتبول تيمز (الإنجليزية)
- سيرخي كريفتسوف على موقع Soccerbase.com (لاعب) (الإنجليزية)
- سيرخي كريفتسوف على موقع Soccerway.com (الإنجليزية)
- سيرخي كريفتسوف على موقع عالم كرة القدم.نت (الإنجليزية)